# Buñuel (Navarra)
Buñuel és un municipi de Navarra, a la comarca de Tudela, dins la merindad de Tudela. Limita amb els municipis de Ribaforada, Cortes, Fustiñana i Tudela.
| Evolució demogràfica | Evolució demogràfica | Evolució demogràfica | Evolució demogràfica | Evolució demogràfica | Evolució demogràfica | Evolució demogràfica | Evolució demogràfica | Evolució demogràfica | Evolució demogràfica | Evolució demogràfica |
| 1996                 | 1998                 | 1999                 | 2000                 | 2001                 | 2002                 | 2003                 | 2004                 | 2005                 | 2006                 | 2007                 |
| -------------------- | -------------------- | -------------------- | -------------------- | -------------------- | -------------------- | -------------------- | -------------------- | -------------------- | -------------------- | -------------------- |
| 2 390                | 2 383                | 2 397                | 2 420                | 2 426                | 2 442                | 2 421                | 2 408                | 2 432                | 2 410                | 2 374                |